# Café racer

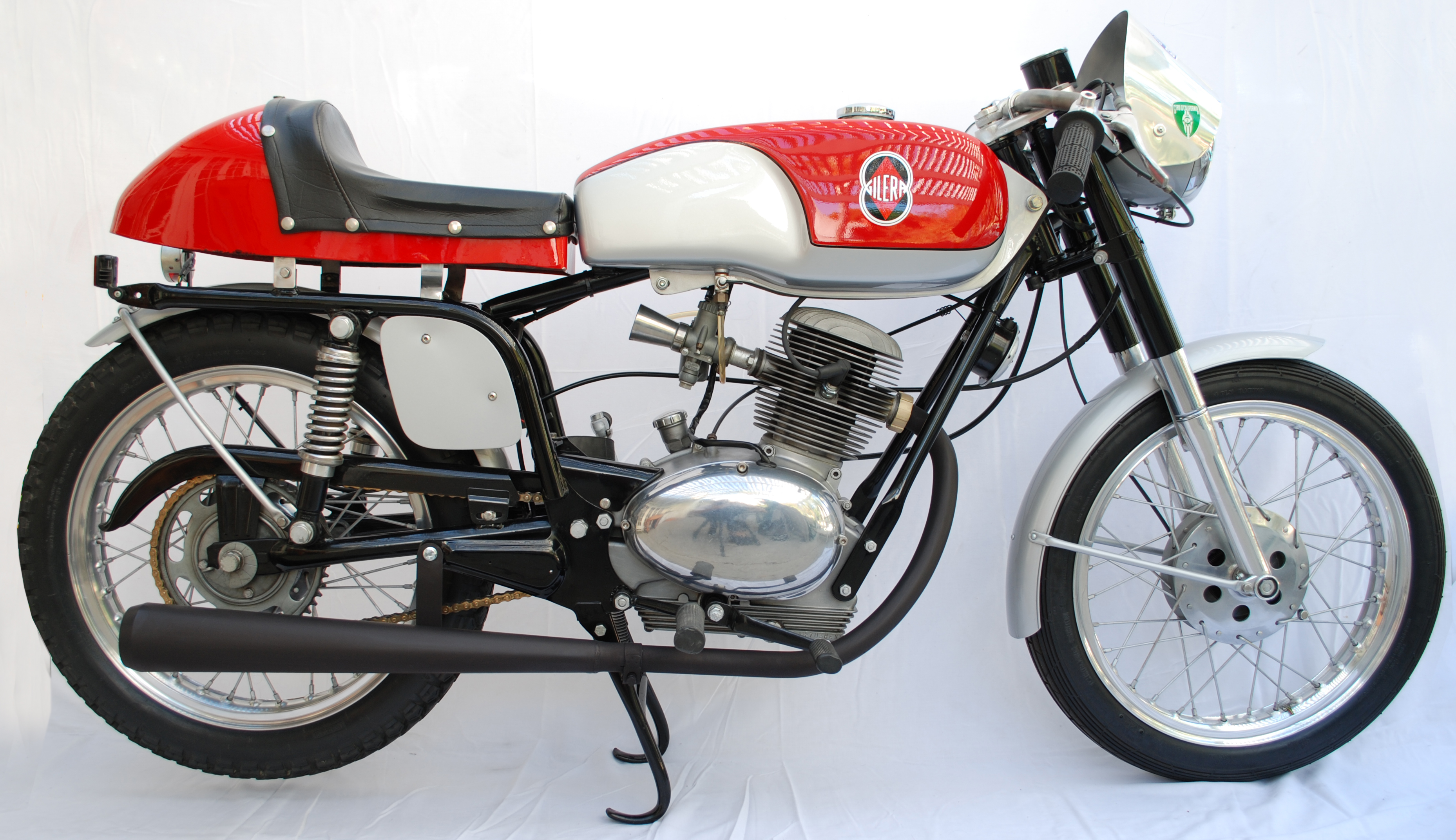
Café racer su base Gilera 124 5V

Il termine Café racer, generalmente pronunciato cafè ràcer, identifica un particolare tipo di motocicletta.

## Etimologia
La locuzione Café racer nacque nel Regno Unito, durante la prima metà degli anni sessanta, per indicare in modo dispregiativo i motoveicoli che i giovani del movimento Rocker ostentavano, parcheggiandoli davanti ai locali pubblici da loro frequentati e caratterizzati dalla presenza esterna delle loro motociclette. Il primo di questi locali fu il 59 Club, mentre il più celebre è l'Ace cafe.
Questi motoveicoli erano motociclette stradali spogliate di tutto quanto legato al turismo e dotate di accessori specialistici e sovrastrutture modificate - spesso autocostruiti - in maniera tale da sembrare moto da competizione, ma in realtà utilizzate esclusivamente per fare bella mostra.
Raramente i proprietari si impegnavano in competizioni ufficiali, spesso questi si sfidavano in gare clandestine più o meno organizzate per poi concludere di fronte al bar dove condividere e talvolta esagerare le proprie imprese.
Negli anni settanta tale locuzione fu ripresa in Francia, con il significato di "pilota da bar", per indicare in tono ironico questa categoria di motociclisti.
Nel moderno uso lessicale, per Café racer si intende una motocicletta dall'aspetto sportivo, spesso in stile rétro, strutturalmente e meccanicamente comparabile ad una motocicletta di serie.
Con la diversificazione del mercato della motocicletta il principio stesso delle Cafè Racer è venuto meno, in quanto ormai disponibili vere e proprie race-replica. Questo tipo di motociclette è rimasta come filosofia e stilemi costruttivi nel mondo del custom (dall'inglese "to custom": personalizzare) dove ciclicamente riacquista popolarità.

## La tecnica artigianale

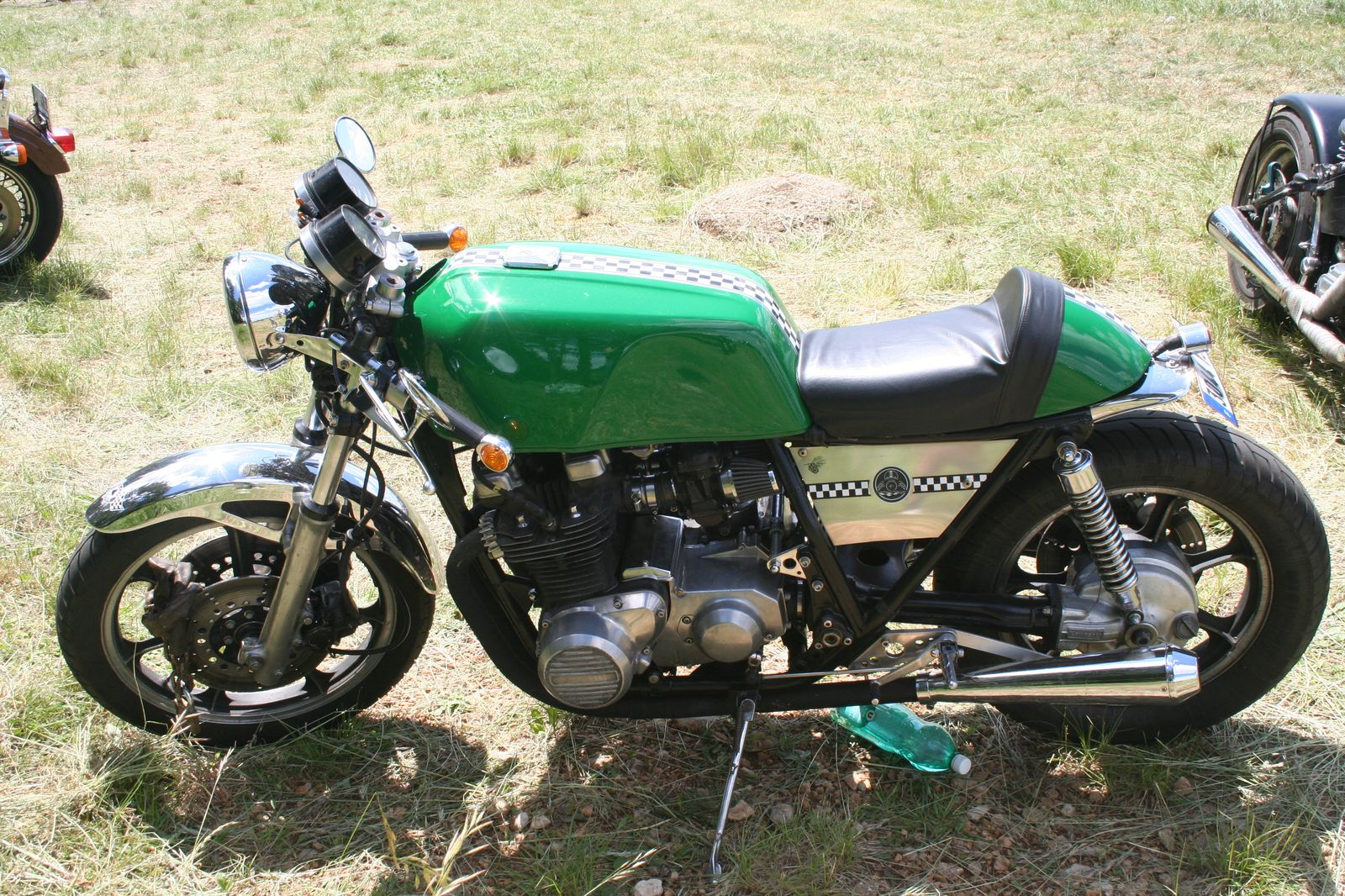
Una Kawasaki Z 1000 ST del 1979 trasformata in Café racer

Le Cafè racer sono caratterizzate da una serie di modifiche estetiche, atte a valorizzare l'idea di velocità.

Tra le modifiche estetiche, i primi componenti coinvolti sono gli alti manubri tradizionali, che, per modificare la postura del pilota, vengono sostituiti da bassi semimanubri che ricalcano quelli usati dalle moto da gara, mentre il sellone di serie è sostituito da una sella monoposto con codino e in taluni casi viene montato anche un cupolino aerodinamico anch'esso ispirato dalle competizioni. Le modifiche meccaniche prevedono il rimpiazzo di sospensioni e freni con componenti più prestazionali, mentre il motore viene sottoposto ad elaborazione.
A livello tecnico le elaborazioni sono molto semplici, come la sostituzione dei filtri dell'aria con eguali più porosi, o addirittura la loro rimozione, e l'installazione di carburatori maggiorati. L'impianto di scarico è anch'esso oggetto di modifiche, sostituendo il terminale di serie con un tromboncino, come quelli usati dalle moto da competizione. Questa modifica è spesso accompagnata dalla rimozione del silenziatore. Gli ammortizzatori venivano sostituiti da modelli più corti e rigidi.
Al termine della trasformazione, la diversa e più distesa posizione di guida imposta dall'utilizzo di mezzi manubri e la diminuzione di peso rendevano le moto leggermente più performanti della versione di serie.

## Le Café racer di serie

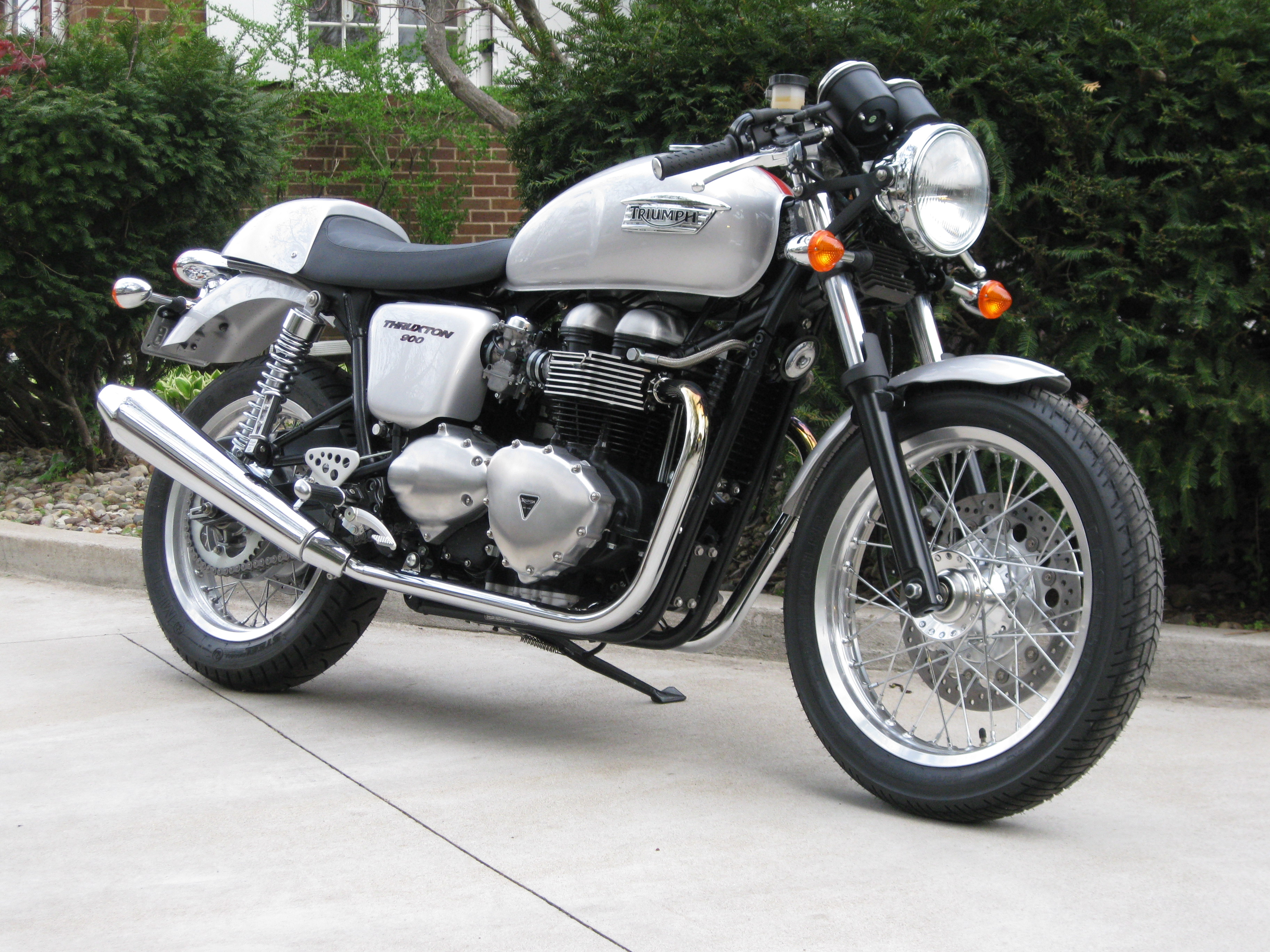
La Thruxton 900 della Triumph è un classico veicolo in stile Café racer

Vista la buona diffusione, a partire dalla fine degli anni ottanta, alcune case motociclistiche hanno prodotto modelli così denominati, d'estetica sportiva e particolarmente appariscente.
La prima moto italiana ufficialmente denominata Café racer fu il prototipo MotoBi 250 CR che, presentato in veste definitiva al Salone di Milano nel 1975, ottenne l'entusiastico consenso del pubblico giovanile, ma non entrò in produzione.

## Le gare di Café racer
Le tipiche gare per cafe racer sono sfide "uno contro uno" a eliminazione diretta sulla classica distanza dell'ottavo di miglio (200 mt circa).